# Balada No. 1 em Sol menor, Op. 23 (Chopin)
| Balladen Nr. 1–4, Opus 23, 38, 47, 52 Eunmi Ko |
| ---------------------------------------------- |
|                                                |
|                                                |
|                                                |
|                                                |

A Balada No. 1, em Sol menor, Opus 23 é a primeira das quatro baladas compostas pelo compositor polonês Frédéric Chopin para piano solo. Foi composta entre 1835 e 1836. durante os primeiros dias do compositor em Paris, e foi dedicada ao Monsieur le Baron de Stockhausen (Senhor Barão de Stockhausen), embaixador de Hanover na França.
De acordo com um comentário de Robert Schumann, Chopin teria citado o poeta Adam Mickiewicz como influência para as suas quatro baladas. A inspiração exata para cada uma das peças não está clara e é disputada.
A música foi construída sobre dois temas principais; o primeiro é introduzido a partir do sétimo compasso, depois de uma curta introdução e o segundo no 69º compasso. Ambos os temas retornam mais tarde, com diferentes aparências. A peça foi escrita em compasso composto (6/4), exceto pela pequena introdução (em 4/4) e a coda (em 2/2). Algumas seções da obra são muito exigentes, tecnicamente, e exigem posições complexas com os dedos, acordes extensos, oitavas, sequências extremamente rápidas de acordes e até mesmo uma seção de acordes cromáticos no final. Sua estrutura complexa combina idéias de formas musicais como a sonata e a variação.